# Rhamphorhynchus
Rhamphorhynchus foi um gênero de pterosauros  pertencentes á subordem Rhamphorhynchoidea. Eles eram pequenos e tinham asas mais longas que o corpo e estreitas feitas de pele finíssima estirada entre longuíssimos dedos, de forma á lembrar às asas dos morcegos embora sem nenhum análogo ou estrutura semelhante atualmente. Estes animais provavelmente possuíam uma espécie de bolsa na garganta para armazenamento de alimento.
O nome Rhamphorhynchus é formado por dois compostos gregos, e significa "focinho-bico"; répteis voadores foram extintos na mesma época dos dinossauros. Pode-se dizer que os Rhamphorhynchus eram carnívoros e comiam provavelmente peixes e insetos. Acredita-se que devido ao formato de seu longo bico em forma de pinça, para apanhar os peixes e cefalópodes, voando sobre a água procurando por presas em potencial.  Seus dentes afiados, ao receber o impacto da presa fechavam e lançavam a comida numa bolsa na garganta. Esta é uma estrutura encontrada preservada em alguns fósseis, daí a teoria do uso para armazenamento.
Os Rhamphorhynchus eram relativamente pequenos para a época, suas asas eram graciosas e extremamente maleáveis, isto lhes permitia o voo de baixa e alta velocidades, além de uma manobrabilidade excepcional à exemplo dos grandes morcegos atuais.
Esses pequenos répteis voadores tinham uma longa cauda cujo comprimento era em torno de 20 cm, esta terminava com uma ponta em forma de diamante de pele. Acredita-se que era para dar estabilidade aos voos rasantes, funcionando como uma espécie de leme e freio aerodinâmico em determinados momentos, e, como uma espécie de órgão sensor para avaliar a sua distância da água. Suas mandíbulas eram estreitas e tinham dentes eriçados finos e compridos que apontavam para fora para facilitar o aprisionamento presa. Seu corpo era pequeno, tinham um longo pescoço e pernas minúsculas. A cabeça proporcionalmente ao corpo, poderia ser considerada grande.

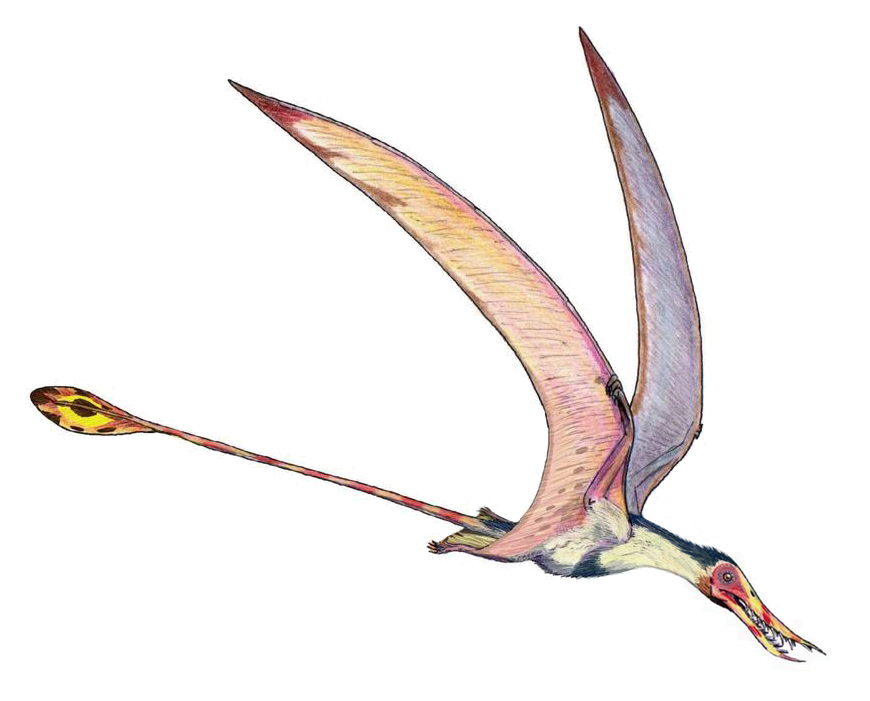
Reconstrução de Rhamphorhynchus muensteri

Os ranforricóides (Rhamphorhynchoidea) provavelmente estavam entre os primeiros vertebrados voadores que batiam suas asas para voar ao estilo das aves modernas. É sabido através de fósseis bem preservados, achados próximo antigos alagados marinhos, que eles tinham hábitos muito parecidos com as atuais gaivotas.
O período de existência dos Rhamphorhynchus foi a aproximadamente 150 milhões de anos, no final do período jurássico, fósseis deste animal foram encontrados na Europa, em especial na Alemanha, França, Inglaterra e Portugal e em vários pontos da África como na Tanzânia.
O tamanho dos espécimes encontrados varia em torno de 45 centímetros de comprimento, com envergadura das asas de 60 a 75 centímetros.